# Bernardino Tonini
Bernardino Tonini (Verona, vers el 1668 - 1727) fou un compositor italià del Barroc.
Les seves obres principals són:
- Sonate e violini e basso continuo (Venècia, 1693);
- Sonate de chiesa a tre, due violini ed organo con violoncello ad libitum (Venècia, 1695);
- Balletti di camera a violino, spinetta e violine (Venècia, 1695);
- Sonate a due violini, violoncello e continuo